# لبه بنیاد
لبهٔ بنیاد (انگلیسی: Foundation's Edge)(۱۹۸۲) رمانی علمی-تخیلی نوشتهٔ نویسندهٔ آمریکایی آیزاک آسیموف و چهارمین کتاب (از نظر سال انتشار، نه خط داستانی) در مجموعهٔ بنیاد است. این کتاب بیش از سی سال پس از انتشار سه‌گانه بنیاد، به دلیل سالها فشار طرفداران و ویراستاران آسیموف برای نوشتن رمان دیگری نوشته شد، و بنا به گفتهٔ خود آسیموف به خاطر میزانی که ناشر پرداخت می‌کرد. اولین رمانی بود که پس از انتشار ۲۶۲ کتاب و ۴۴ سال نوشتن، در فهرست پرفروش‌ترین‌های نیویورک تایمز قرار می‌گرفت. در سال ۱۹۸۳ لبهٔ بنیاد هم در هوگو جایزهٔ بهترین رمان را گرفت و هم در لوکس «جایزهٔ بهترین رمان علمی-تخیلی»، و در نبولا نیز نامزد بهترین رمان (۱۹۸۲) گشت.

## یادداشت
1. ↑  این کتاب با عنوان لبه بنیاد کهکشانی (چاپ‌ونشر بنیاد، چاپ اول ۱۳۷۳) به ترجمهٔ «پیمان اسماعیلیان خامنه» منتشر شده‌است.